# Arthur Rook
Pour les articles homonymes, voir Rook.
Arthur Laurence Rook (né le 26 mai 1921 à Bingham, mort le 30 septembre 1989 à Southwark (Londres)) est un cavalier britannique de concours complet.

## Biographie
Rook était un officier des Horse Guards et sert en Égypte et en Italie pendant la Seconde Guerre mondiale, il reçoit la croix militaire en 1944. Il se retire de l'armée en 1954.
Il remporte le titre en individuel de champion d'Europe en 1953 après une première participation aux Jeux olympiques d'été de 1952 qui finit sur un abandon. Aux Jeux olympiques d'été de 1956, il remporte la médaille d'or par équipe.